# روبرت پکل
روبرت پکل (آلمانی: Robert Pecl؛ زادهٔ ۱۵ نوامبر ۱۹۶۵) بازیکن فوتبال اهل اتریش بود.
از باشگاه‌هایی که در آن بازی کرده‌است می‌توان به باشگاه فوتبال راپید وین اشاره کرد.
وی همچنین در تیم ملی فوتبال اتریش بازی کرده‌است.